# Vladimirskaja
Vladimirskaja (in russo:Владимирская, traslitterazione anglosassone: Vladimirskaya) è una stazione della Linea Kirovsko-Vyborgskaja, la Linea 1 della Metropolitana di San Pietroburgo. È stata inaugurata il 15 novembre 1955.
Si tratta anche di una stazione di interscambio, con Dostoevskaja della Linea 4.